# Пейто
Пейто (дав.-гр. Πειθώ, трансліт. Peithō, латиніз. Переконання) — богиня грецької міфології, яка уособлює переконання та спокушання. Її римським еквівалентом є Суада або Суадела. Зазвичай її представляють як супутницю Афродіти. Протилежністю її є Біа, уособлення сили та насильства. Як уособлення, Пейто іноді уявляли богинею, а іноді абстрактною силою з її іменем.

## Міфологія
Пейто грає обмежену роль у міфології Греції. Переважно її зображають як супутницю Афродіти.
У деяких творах, зокрема Сапфо, показує Пейто як супроводжуючу Афродіти, хоча можливі й інші варіанти — Геба, Ірида або навіть Геката. Піндар характеризує Пейто або як абстрактне поняття переконання, або як богиню, яка тримає «таємний ключ до святої любові», асоціюючи її з Афродітою. Її також називають годувальницею дітей Еротів, які є дітьми Афродіти. Фрагмент Ібіка описує Афродіту та Пейто, як ніжнооких, що годують Евріала серед квітів троянд.
Нонн надає їй важливу роль у шлюбі Кадмоса та Гармонії, оскільки вона з'являється перед Кадмосом у вигляді смертного раба і прикриває його туманом, щоб провести невидимим через Самотракію до палацу Плеяди, прийомної матері Гармонії. Пейто часто зображається на епінетроні V століття. В мистецтві її також відображали на весіллях Діоніса і Аріадни, Алкести і Адмета, Фетіди і Пелея, а також при союзі Афродіти і Адоніса.
Коли Зевс наказав створити першу жінку, Пандору, Пейто і Харити прикрасили її шию золотим намистом, а Ори увінчали голову Пандори весняними квітами. Екстравагантні прикраси, особливо намисто, в давньогрецькій літературі розглядалися з підозрою, оскільки вони, використовувалися для спокуси чоловіків.

### Батьківщина та сім'я

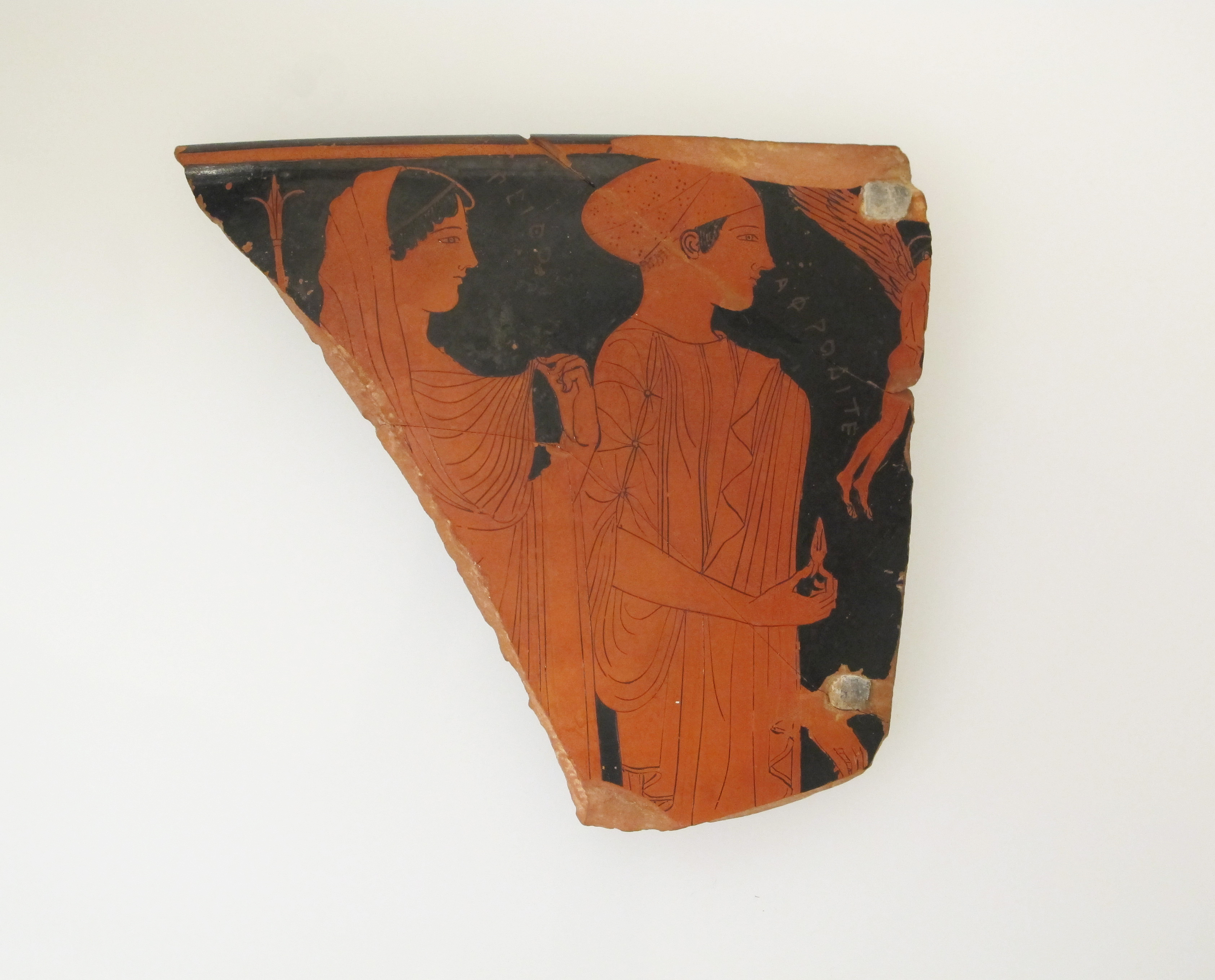
Фрагмент із зображенням Пейто, Афродіти та Ероса. Цей фрагмент може бути найдавнішим мистецьким зображенням Пейто, близько 490 р. до н. е. (Столичний музей мистецтв).

Родовід Пейто незрозумілий, оскільки різні автори вважають її батьками різних осіб. Гесіод в Теогонії ідентифікує Пейто як дочку титанів Тетії і Океана, що зробило б її Океанідою, сестрою відомих богинь, таких як Діони, Доріди і Метіди. Інші джерела, наприкллад поетеса Сапфо, стверджує, що Пейто була дочкою Афродіти. Нонн у своєму Діонісіака описує Харитів, ансамбль богинь благодаті та чарівності, де Пейто, Пасітея та Аглая, є дочками Діоніса. Елегічний поет елліністичної епохи Гермесіанакта також відносить Пейто як одну з Харитів. Алкман описує її як дочку Прометея та сестру Тіхе та Евномії.
Нонн ідентифікує Пейто як дружину Гермеса, посланця богів. Однак у коментарі до Ореста Евріпід зазначається, що Пейто — перша дружина Форонея, споконвічного короля Аргоса, і мати Егіалея та Апії.

## Культ і функції
Культи присвячені періоду Пейто припадають на початок V століття. У ролі прислужниці чи супутниці Афродіти Пейто була тісно пов'язана з богинею любові та краси. Вона також ототожнюється з Тіхе, богинею долі, щастя. Пейто відігравала важливу роль і у шлюбах, коли наречений або його батько вели переговори з батьком чи опікуном молодої жінки за її руку і пропонували викуп за неї. Найбажаніші жінки притягували багатьох перспективних чоловіків, і переконлива майстерність Пейто часто отримувала успіх для нареченої. А також Плутарх відносить її до списку п'яти божеств, за які можуть помолитися молоді пари, включаючи Зевса, Геру, Афродіту та Артеміду.

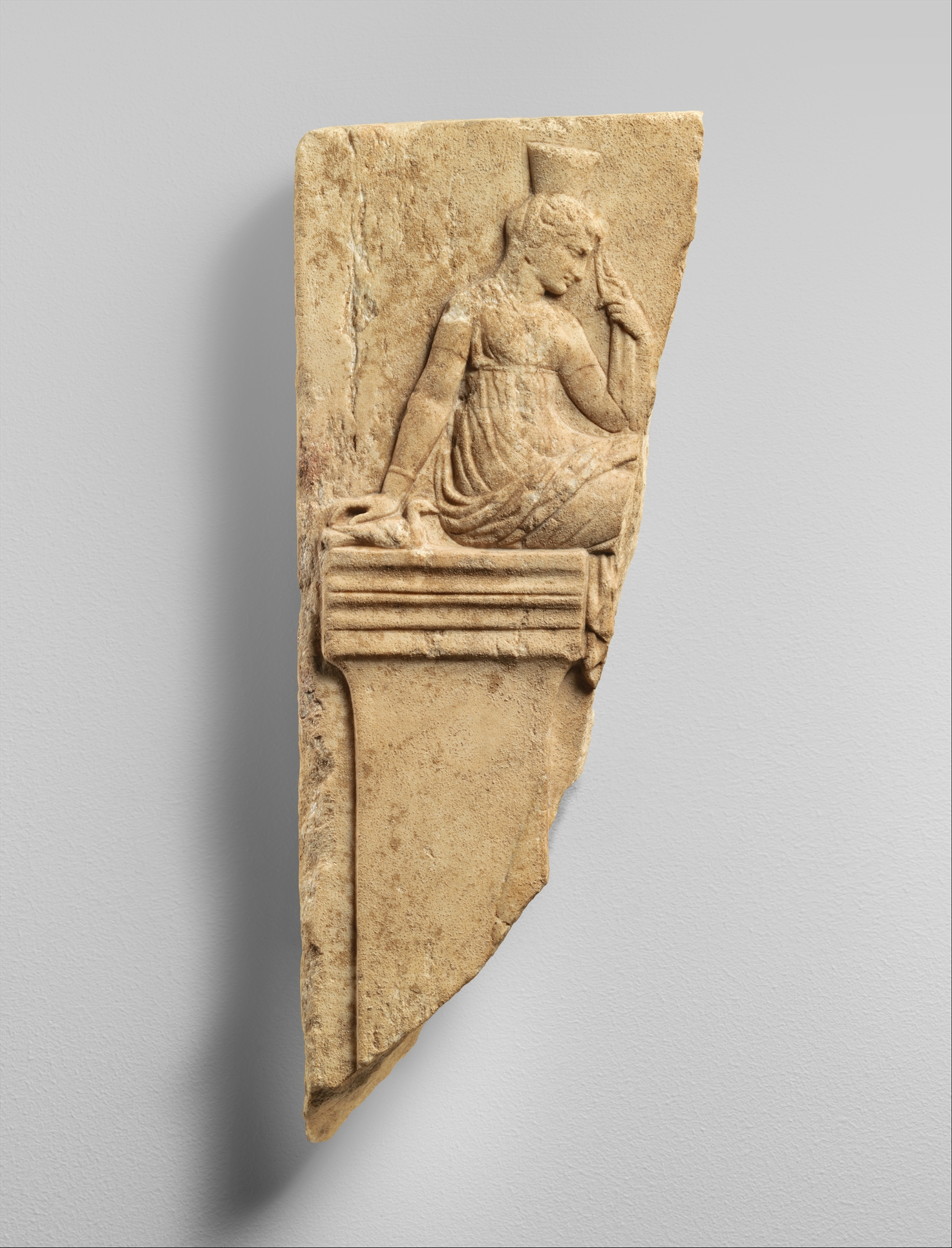
Зображення Пейто, близько І століття до н. е. (Метрополітен музей мистецтв).

Пейто була важливою особою в Афінах та Аргосі, і забезпечувала гармонію у міжособистісних стосунках. Зокрема в Афінах, об'єднання міста Тесеєм було можливе лише за допомогою втручання Афродіти та Пейто для створення демократичного духу та співпраці. В Аргосі вона була в парі з ранніми царями міста, функціонуючи як громадянський об'єднувач у подібній ролі, як Гармонія, перша королева Фів. В IV столітті на вазі з Апулії, було зображення Пейто і Гермеса, які повчають Триптолема викладати сільське господарство людству, що вказує на роль Пейто в створенні гармонії в цивілізацію. Плутарх окреслює роль Пейто в міжособистісній гармонії в Моралії, де він заявляє, що переконанням подружжя може досягнути своїх бажань без сварок. В «Орестея» Афіна дякує Пейто після того, як та переконала Еринію в її аргументації виправдання Ореста і успішному знешкодженні сварки.

### Культ в межах Афін
Павсаній повідомляє, що після об'єднання Афін Тесей встановив культ Афродіти і Пейто на південному схилі Афінського Акрополя. На знак визнання цього міфу цим богиням поклонялися на фестивалі « Атична Афродізія». На місці храму Афродіти в Афінах був знайдений напис Пейто, що підтверджує міцний зв'язок між ними. А в Театрі Діоніса було місце, відведене для жриці Пейто. Пейто була важливою фігурою в афінських риторів V століття і вважалася основним компонентом риторики.

### Культи в межах інших грецьких міст
Незважаючи на зв'язок з Афродітою в Афінах, Пейто частіше асоціювалася з Артемідою на Пелопоннесі, оскільки обидві богині поєднували храм в Аргосі, або «Пейто» використовувались як епітет для Артеміди. В Аргосі цей храм також ділився з Гіперместрою, яка була виправдана в судовому порядку у справі, яку порушив її батько, оскільки вона була єдиною Данаїдою, яка не вбила свого чоловіка у весільну ніч за наказами батька.
Піндар посилається на куртизанок і повій в Коринфі як на «слуг Пейто», однак він не уточнює, чи були в місті якісь культи, пов'язані з Пейто, чи куртизанки не поважали богиню. Цей уривок викликав дискусію серед науковців, чи практикується священна проституція в Греції. Пейто зазвичай зображали з ювелірними прикрасими, фіксацією одягу, тримаючи банки з парфумами або дивлячись у дзеркало.